# Perpendicolare (simbolo)
Il perpendicolare (⟂) è un simbolo tipografico di tipo matematico-geometrico. Graficamente, esso è formato da una coppia di lineette poste appunto perpendicolarmente l'una rispetto all'altra, cioè formanti una coppia di angoli di ampiezza pari a 90° ciascuno; la forma ottenuta è simile a quella di una lettera T maiuscola rovesciata (⊥). Quando su un libro di matematica si rintraccia un simbolo come questo, relativamente a rette oppure a superfici, esso deve essere letto come "perpendicolare"; questo termine si fa classicamente derivare dal nome di uno strumento latino da muratore oggi ancora in uso, cioè il perpendiculum, che significa filo a piombo: tale oggetto ha infatti la proprietà di cadere sempre perpendicolarmente al suolo, ed è perciò adoperato oggi come un tempo per controllare l'inclinazione delle pareti. 

## Utilizzo
Il simbolo di [perpendicolarità] si usa, naturalmente, nel solo ambito matematico e soprattutto geometrico; due o tre rette, due o tre piani o una retta e un piano possono essere facilmente definiti tra loro perpendicolari adoperando una scrittura come la seguente (riferita in particolare a una coppia di rette): {\displaystyle r\perp \;s}; volendo fare riferimento a piani perpendicolari, cioè formanti angoli diedri o triedri di 90° di ampiezza, la scrittura più giusta richiede l'utilizzo di lettere greche minuscole, quali α o β.
In geometria piana due rette non perpendicolari possono essere coincidenti, incidenti o parallele; nella geometria solida si aggiunge anche la possibilità che tali rette siano sghembe.

## Unicode
Nella codifica di carattere Unicode il simbolo del perpendicolare ha codice U+27C2 e fa parte dell'intervallo dei Miscellaneous Mathematical Symbols-A: ⟂.